# Carnoules
Carnoules település Franciaországban, Var megyében. Lakosainak száma 4120 fő (2022. január 1.). Carnoules Besse-sur-Issole, Pignans és Puget-Ville községekkel határos.

## Népesség
A település népességének változása:
| Lakosok száma | 3445 | 3476 | 3498 | 3448 | 3490 | 3525 | 3587 | 3852 | 4120 |
|               | 2013 | 2015 | 2016 | 2017 | 2018 | 2019 | 2020 | 2021 | 2022 |